# Відносини Литва — НАТО
У грудні 1992 року Литва разом з Латвією та Естонією приєднується до Ради північноатлантичної співпраці. Того ж року було створено офіційне представництво Литви в Брюсселі по зв'язкам з Європейською спільнотою й по справам НАТО.
У грудні 1993 року президенти прибалтійських держав заявляють про своє бажання вступити в НАТО. Через декілька днів парламент Литви приймає резолюцію з закликом вступити у Північноатлантичний союз.
27 січня 1994 року Литва приєднується до програми «Партнерство заради миру» й підписує рамковий документ у штаб-квартирі НАТО.

## Вашингтонський американо-балтійський Статут
У січні 1998 року президенти США, Литви, Латвії, Естонії підписують у Вашингтоні американо-балтійський Статут. Головною метою документу було надання всебічної допомоги процесу інтеграції прибалтійських держав в альянс.

## Вільнюська група
У травні 2000 року створюється Вільнюська група, у складі дев'яти держав, які прагнуть до членства в НАТО. Діяльність групи була націлена на практичну співпрацю, обмін інформацією та лобіювання своїх інтересів у столицях держав НАТО.
У 2002 році на паризькому саміті НАТО, Литва була запрошена до початку переговорів про вступ у Північноатлантичний союз. У 2003 році міністр іноземних справ Литви відправляє генеральному секретареві НАТО лист, в якому виражається готовність Вільнюса прийняти всі зобов'язання, що містяться у тексті Північноатлантичного договору й виконувати вимоги, необхідні для членства в НАТО.
29 березня 2004 року прем'єр-міністр Литовської республіки вручає держсекретарю США ратифікаційні грамоти до Вашингтонського договору і Литва стає повноправним членом альянсу.

## Участь у миротворчих операціях
З 1994 року литовські військовослужбовці виконують миротворчі задачі в Хорватії, Боснії та Герцеговині. З 2002 року підрозділи Збройних Сил Литви беруть участь в операції в Афганістані. На даний момент там знаходиться 240 литовських військовослужбовців, близько 150 чоловік з яких несуть службу в провінції Гор  [Архівовано 15 травня 2021 у Wayback Machine.]. Крім того військовослужбовці Литви беруть участь в операціях НАТО в Іраку та Косово.

## Антиросійські настрої
В Литві дуже сильні антиросійські настрої, які ще більше посилилися після війни Росії з Грузією 2008 року і початку Російської збройної агресії проти України (2014–2015).

## Ставлення до України
Литовці дуже добре ставляться до українців. 7 березня 2014 року тисячі литовців під час баскетбольного матчу провели акцію «Разом за Україну». фани дістали сотні прапорів України з написом «United we stand for Ukraine» [Архівовано 6 листопада 2014 у Wayback Machine.]. Крім того литовські музиканти заспівали пісню на вірш українки «Ми ніколи не будемо братами» [Архівовано 11 вересня 2014 у Wayback Machine.].
20 серпня того ж року Президент Литви Даля Грібаускайте записала привітання до українців до Дня Незалежності українською мовою [Архівовано 11 вересня 2014 у Wayback Machine.].